# Iphinopsis choshiensis
Iphinopsis choshiensis là một loài ốc biển, là động vật thân mềm chân bụng sống ở biển trong họ Cancellariidae.

## Miêu tả
Loài này có kích thước giữa 3 mm and 5 mm

## Phân bố
Chúng phân bố ở biển dọc theo Nhật Bản.